# Abderrahim Souihi
Abderrahim Souihi (en arabe : عبد الرحيم صويعي) est un boxeur marocain né en novembre 1955.

## Carrière
En raison du boycott africain des Jeux olympiques d'été de 1976 à Montréal, Abderrahim Souihi doit déclarer forfait alors qu'il doit affronter au deuxième tour le Togolais Kwami Ayigan (qui déclare aussi forfait pour les mêmes raisons) dans la catégorie des poids légers. 
Il est ensuite médaillé d'argent dans la catégorie des poids super-légers aux Jeux africains d'Alger en 1978.